# Carl Storckenfeldt
Carl Johan Storckenfeldt, född 9 oktober 1812 i Bjurums församling, Skaraborgs län, död 3 mars 1892 i Vartofta-Åsaka församling, var en svensk lantmätare, militär, godsägare och riksdagsman. Far till generaldirektören Erik Storckenfeldt.
Carl Storckenfeldt var löjtnant vid Västgöta regemente. Som riksdagsman var han ledamot av Ridderskapet och adeln 1840-1841 samt 1865-1866. Efter representationsreformen var han ledamot av första kammaren 1867-1872 samt 1874-1886, invald i Skaraborgs läns valkrets.